# Малайзийский консультативный совет буддизма, христианства, индуизма, сикхизма и даосизма
Малайзийский консультативный совет буддизма, христианства, индуизма, сикхизма и даосизма (малайск. Majlis Perundingan Malaysia Agama Buddha, Kristian, Hindu, Sikh dan Tao, MCCBCHST) — некоммерческая межконфессиональная организация в Малайзии. Первоначально созданный в 1983 году как «Малайзийский консультативный совет буддизма, христианства, индуизма и сикхизма», он состоит из представителей основных немусульманских религий Малайзии. Совет действует как консультативный орган и средство для налаживания связей между религиями страны. В 2006 году даосы были впервые официально представлены в организации, и на ежегодном общем собрании 27 сентября того же года название было изменено на нынешнее. 

## Миссия
Видение Совета представлено лозунгом «Множество вер, одна нация». Совет отдает приоритет диалогу за круглым столом в качестве основного средства разрешения конфликтов между всеми малазийцами, независимо от вероисповедания, религии, расы, культуры или пола. Так же Совет занимается вопросами свободы вероисповеданий. 

## Состав
Малайзийский консультативный совет по буддизму, христианству, индуизму, сикхизму и даосизму работает под руководством Исполнительного совета, который состоит из представителей каждой входящей в него религии.
Буддизм представлен Малайзийской буддийской ассоциацией (MBA), буддийским миссионерским обществом Малайзии (BMSM) и Обществом Сасана Вардхана (SAWS).  Христианство представлено Христианской федерацией Малайзии (Christian Federation of Malaysia, CFM), Федерация в свою очередь включает Конференцию католических епископов Малайзии (Catholic Bishops Conference of Malaysia, CBCM), Совет церквей Малайзии (CCM) и Национальное евангелическое христианское братство (National Evangelical Christian Fellowship, NECF). Индуизм представлен Малайзийским индуистским сангамом (Malaysia Hindu Sangam, MHS). Сикхизм представлен Малайзийским Советом Гурдвара (Malaysian Gurdwaras Council, MGC), Хальса Диван Малайзия (Khalsa Diwan Malaysia, KDM) и Сикх Науджаван Сабха Малайзии (Sikh Naujawan Sabha Malaysia, SNSM). Даосизм представлен Федерацией даосских ассоциаций Малайзии (Federation of Taoist Associations Malaysia, FTAM).

## Партнёрство с ООН
В мае 2020 года Всемирная организация здравоохранения (ВОЗ) в партнерстве с Советом и религиозными организациями в Малайзии отметила буддийский праздник Весак. ВОЗ тесно сотрудничала с Советом, чтобы разработать набор простых рекомендаций верующим, описывающих как проводить религиозные службы небольшими семейными группами, чтобы храмовые мероприятия во время пандемии COVID-19 были безопасными. Синг Кан, вице-президент Совета, заявил: «Приказ об ограничении передвижения вызвал много вопросов в особенности о праздновании Весака — что мы могли и чего не могли делать, каковы были безопасные альтернативы собраниям во время этого праздника, и, самое главное, как мы могли обезопасить себя и свои семьи от Covid-19».

## Религиозная свобода
12 мая 2021 года Управление по международной религиозной свободе Государственного департамента США (U.S. Department of State Office of International Religious Freedom) опубликовало Отчет о международной религиозной свободе за 2020 год по Малайзии. В отчете использованы исследования Совета, которые вызвали «обеспокоенность эскалацией религиозной вражды между религиозными группами, созданной некоторыми политиками с целью разделять и властвовать» в Малайзии.